# Servance-Miellin
Servance-Miellin é uma comuna francesa na região administrativa de Borgonha-Franco-Condado, no departamento de Alto Sona. Estende-se por uma área de 52,60 km². Em 2010 a comuna tinha 809 habitantes (densidade: 15,4 hab./km²).
A municipalidade foi estabelecida em 1 de janeiro de 2017 e consiste na fusão das antigas comunas de Servance e Miellin.